# Judith de Baviera (925-985)
Judith (925 - 29 de juny poc després de 985), va ser duquessa de Baviera i una dona destacada de la història política de Baviera a l'Edat Mitjana. Va ser la filla gran d'Arnulf I de Baviera i Judith de Friuli.
Es va casar amb Enric I de Baviera, que va aconseguir el ducat de Baviera a través d'aquest casament. En aquell moment el ducat de Baviera va contribuir al creixement del Regne d'Alemanya. El seu fill va ser Enric II de Baviera el bronquinós, pel qual va actuar com a regent després de la mort d'Enric I el 955. Enric II tenia llavors quatre anys, per la qual cosa durant una dècada va dirigir la tutela.
Més tard ella va fer una peregrinació a Jerusalem i, al seu retorn el 974, es va retirar al monestir de Niedermünster a Ratisbona, on està enterrada al costat del seu marit.